# Тель-Авив — Ха-Шалом
Тель-Авив — Ха-Шалом (ивр. תחנת הרכבת תל אביב – השלום‎) — железнодорожная станция в Тель-Авиве, Израиль.
В среднем пассажиропоток достигает около 14 тысяч человек в сутки. Станция открыта в 1996 году. С открытием торгового центра «Азриэли» станция была соединена с ним. В 2021 году открылся южный терминал станции. К станции строятся два подземных пути.